# Giovanni Francesco Pagnini
Giovanni Francesco Pagnini (Volterra, 22 giugno 1714 – Firenze, 29 gennaio 1789) è stato un economista e storico italiano.

## Biografia
Nasce a Volterra da Paolo Antonio Pagnini e Costanza Cangini, ebbe quattro fratelli: Giuseppe, Ottaviano, Anna Maria e Filippo.
Inizia i suoi studi nella città di Volterra per poi trasferirsi a Roma.
dopo gli studi romani, va a Firenze per ricoprire incarichi governativi, dedicandosi agli studi di carattere storico economico.
È poi nominato Ministro delle Finanze, dopo Cancelliere d'ufficio delle Decime Granducali, dopo Direttore dell'archivio delle riformazioni. Per un certo periodo lavora anche come insegnante presso l'Università di Pisa. In questi anni conosce noti economisti come Tavanti e Pompeo Neri. Grazie a queste conoscenze, Pagnini termina la sua formazione illuminista che lo spinge a tradurre opere di autori inglesi trattanti l'economia.

## Opere principali
- Ragionamenti sopra la moneta, interesse del denaro, le finanze ed il commercio (traduzione da Locke, ampliata con ampio commento e saggio introduttivo) 1751.
- Della decima e di varie altre gravezze imposte dal comune di Firenze, della moneta e della marcatura de' Fiorentini, fino al secolo XVI, primo, secondo, terzo, quarto tomo 1765.